# Ingemar Kramer
Ingemar Kramer, född den 1 februari 1882 i Piteå, död den 14 februari 1952 i Sundsvall, var en svensk jurist. Han var son till Herman Julius Kramer.
Kramer avlade mogenhetsexamen i Umeå 1901 och juris utriusque kandidatexamen vid Uppsala universitet 1907. Han genomförde tingstjänstgöring och var tillförordnad domhavande i över sex år 1907–1917, varefter han blev extra ordinarie assessor i Svea hovrätt 1917, vice häradshövding 1918 och tillförordnad revisionssekreterare samma år. Kramer var häradshövding i Umeå domsaga 1920–1930 och i Medelpads västra domsaga 1930–1950. Han blev särskild skiljedomare i arbetstvister 1941. Kramer blev riddare av Nordstjärneorden 1931 och kommendör av andra klassen av samma orden 1938.